# Bharetta bidens
Bharetta bidens är en fjärilsart som beskrevs av Hans Zerny 1928. Bharetta bidens ingår i släktet Bharetta och familjen ädelspinnare. Inga underarter finns listade i Catalogue of Life.